# Bauerberg (Zemitz)
Der Bauerberg ist eine 23 m ü. NHN hohe Erhebung der Gemeinde Zemitz im Landkreis Vorpommern-Greifswald im Nordosten von Mecklenburg-Vorpommern.

## Lage
Die Erhebung befindet sich am westlichen Ufer des Peenestroms zwischen Lassan und Wolgast südlich des Brebowbachs. Sie ist über die Straße Zum Bauerberg erreichbar, die im Zemitzer Ortsteil Alt Bauer in östlicher Richtung entlang der Kirche St. Nikolai zu Bauer in Richtung Peenestrom zum gleichnamigen Wohnplatz führt. Die Erhebung gehört zur Eisrandlage Velgaster Staffel, die in einem Bogen von Velgast über Stralsund und Greifswald bis Wolgast sowie nach Usedom verläuft.

## Entstehung und Gestalt
Während der Weichseleiszeit kam es in Skandinavien zu einer vermehrten Anhäufung von Schnee. Diese drückten einen Gletscher mehrfach in Richtung der Erhebung. Hierzu kam es zu einer Stauchung der Endmoräne durch den Eisschild und in der Konsequenz zur Ausbildung einer isolierten Endmoränenkuppe.
Diese Kuppe ist im 21. Jahrhundert mit einem Mischwald bewachsen. In Richtung des Peenestroms befindet sich ein Kliff, das während der Littorina-Transgression vor etwa 7000 v. Chr. entstand. Zu dieser Zeit reichte das Wasser bis an den Hangfuß des Bauerbergs heran und führte bei Sturm zu einem Materialabtrag. Dieser ist im 21. Jahrhundert noch an der vergleichsweise ungewöhnlichen Steilheit des Hanges zu erkennen. Außerdem existieren auf der Schorre noch große Geschiebe aus dieser Zeit. Nach dem Rückgang des Wassers fiel die Schorre teilweise trocken und es kam zu einer Vermoorung der angrenzenden Niederungen.
Auf historischen Postkarten aus den 1920er Jahren sind auf dem Bauerberg eine Gaststätte sowie ein Wohnhaus zu sehen.

## Bergschlange im Bauerberge
Der Bauerberg ist Schauplatz einer Greifswalder Sage, die der Volkskundler Alfred Haas 1925 in einer Sammlung zusammengetragen hat. Der Sage nach hielt sich im Berg eine große Schlange auf. Wird sie gesichtet, so geschieht in der Nähe ein Unglück. Derjenige, der das Reptil entdeckt, ist dabei am stärksten betroffen. Die letzte Sichtung erfolgte am 13. Juni 1817 durch eine Bäuerin. Am darauf folgenden Tag brach in der Gemeinde Bauer ein Feuer aus, das 32 Häuser zerstörte. Die Bäuerin kam bei diesem Brand ums Leben.